# Isaak der Blinde
Isaak der Blinde (aramäischer Beiname: יצחק סגי נהור Jitzchak Saggi Nahor, euphemistisch der Hellsichtige), (geboren um 1160 in der Provence; gestorben um 1235) war einer der frühen Kabbalisten.

## Leben und Wirken
Issak war der Sohn des Abraham ben Isaak aus Narbonne (um 1080–1158). Er hatte noch einen Bruder David Saggi Nahor.
Issak lebte und wirkte um 1200 in Südfrankreich, war ein jüdischer Gelehrter und einer der Begründer der Kabbala, wenn nicht der erste Kabbalist überhaupt, von seinem Vater abgesehen. Obgleich genauere biographische Daten nicht vorhanden sind, lebte er wahrscheinlich eine Zeit lang in Posquières.
Zu seinen zahlreichen Schülern gehörten sein Neffe Ascher ben David sowie Azriel von Gerona.

## Werke
Das wichtige kabbalistische Werk Sefer ha-Bahir (Provence, 12. Jhd.), möglicherweise schon früher zusammengestellt, wurde von ihm mit Hilfe des Prinzips der Sefirot kommentiert. Für den verborgenen Gott benutzt er erstmals den Ausdruck En Sof. Das ursprüngliche Prinzip, wonach die Kabbala aufgebaut ist, liegt nach Isaak nicht im Logos (im Sinne von Vernunft), sondern in der Sprache selbst. Diese Änderung der Perspektive erfordert eine neue gedankliche Methode, in die auch Träume, Wachträume oder Ekstasen einbezogen werden. Nach Gershom Scholem und Charles Mopsik (1956–2003) enthält das Werk von Isaak dem Blinden Elemente des Neuplatonismus.
Seine Lehren waren:
- Die Sephiroth entstanden in einer unendlichen, verborgenen Tiefe des Ein Sof, „das Unendliche“ (hebräisch אין סוף ‚nicht endlich‘).
- Aus den Tiefen des Ein Sof entspringen die Machschawot (hebräisch מַחְשָׁבוֹת ‚göttlicher Gedanken‘ ‚Überlegungen‘, Singular hebräisch מַחְשָׁבָה Machschawah), die die ursprüngliche übernatürliche Qualität darstellen. Im kabbalistischen Sinne „Machschawot Elohut“ (hebräisch מַחְשָׁבוֹת אֱלוּת) für „göttliche Gedanken“ oder „göttlich-geistige Regungen“.
- Individuen sind physische Manifestationen der Sephiroth, die in der Welt existieren, jedoch auf einer niedrigeren Realitätsebene. Die mystische Erfahrung ermöglicht es einem, durch die verschiedenen Grade der Emanation aufzusteigen, bis man den Punkt der Vereinigung mit Gott erreicht.